# Lily Collins
Lily Jane Collins (sinh ngày 18 tháng 3 năm 1989) là một nữ diễn viên, người mẫu Anh - Mỹ, bố cô Phil Collins giọng ca chính của Genesis là người Anh và mẹ cô là Jill Tavelman là người Mỹ,cô sinh ra ở Surrey Anh Quốc và chuyển đến Los Angeles từ khi còn nhỏ.
Vai diễn đầu tiên của cô là ở tuổi hai trong loạt phim Growing Pains của BBC. Cô theo học khoa báo chí tại Đại học Nam California. Từ khi còn là thiếu niên, cô đã viết cho tạp chí Seventeen, Teen Vogue và The Los Angeles Times. Cô đã được tạp chí Glamour của Tây Ban Nha bình chọn là Người mẫu của năm sau khi được Chanel lựa chọn để mặc một trong những bộ áo choàng của họ tại Hotel de Crillon năm 2007. Năm 2008, cô được mệnh danh là Newest Red Carpet Correspondent và One to Watch. Collins xuất hiện như một ngôi sao khách mời trong bộ phim truyền hình ăn khách tuổi teen 90210 năm 2009, tiếp theo là bộ phim điện ảnh bán chạy nhất của cô The Blind Side. Cô đã đóng vai chính trong bộ phim khoa học viễn tưởng Priest (2011) và phim hành động tâm lý Abduction. Cô được đề cử giải Teen Choice Adward cho nữ diễn viên phụ xuất sắc nhất - Sci-Fi / Fantasy cho vai "Snow White" trong Gương kia ngự ở trên tường. Cô nhận được sự công nhận rộng rãi sau khi đảm nhận vai "Clary Fray" trong bộ phim chuyển thể từ tiểu thuyết của tiểu thuyết bán chạy nhất của Cassandra Clare - The Mortal Instruments: City of Bones, cô được cô đề cử giải Teen Choice Adward cho Nữ diễn viên phim hành động xuất sâc nhất và giải thưởng MTV Movie. Collins cũng được biết đến với vai diễn trong các bộ phim khác, như ba bộ phim hài Stuck in Love (2012), The English Teacher (2013) và Love, Rosie (2014). Cô đoạt giải New Hollywood Film Award và nhận được đề cử Quả Cầu Vàng cho Nữ diễn viên phim hài kịch cuất sâc nhất với vai "Marla Mabrey" trong Rules Don't Apply (2016). Năm 2017, tiểu thuyết đầu tay của cô, Unfiltered: No Shame, No Regrets, Just Me đã được phát hành và nhận được nhiều khen ngợi. Tháng 5 năm 2017, Lily Collins và Marti Noxon được vinh danh tại Project Heal cho bộ phim To the Bone của họ.

## Đầu đời
Collins sinh ra ở Guildford, Surey. Cô là con gái của nhạc sĩ, ca sĩ người Anh Phil Collins và vợ thứ hai, Jill Tavelman, một người Mỹ từng là chủ tịch câu lạc bộ phụ nữ Beverly Hills. Ông nội của cô là một người Do Thái Canada nhập cư, sở hữu một cửa hàng quần áo nam ở Beverly Hills, California trong nhiều năm. Sau khi bố mẹ ly dị khi cô lên bảy vào năm 1996, Collins chuyển đến Los Angeles cùng mẹ cô. Cô tốt nghiệp trường Harvard-Westlake và theo học tại Đại học Nam California, chuyên ngành báo chí. Collins là em gái của nhạc sĩ Simon Collins từ cuộc hôn nhân đầu tiên của cha mình và Joely Collins từ cuộc hôn nhân lần thứ ba của cha mình. Cô đã được giới thiệu lần đầu tại Bal des Débutantes ở Paris vào năm 2007. Khi còn là thiếu niên, Collins bị rối loạn ăn uống mà sau này được cô tiết lộ trong cuốn sách của cô Unfiltered: No Shame, No Regrets, Just Me.

## Sự nghiệp
Collins bắt đầu diễn xuất từ năm 2 tuổi trong loạt phim Growing Pains của BBC. Trong những năm thiếu niên, Collins đã viết báo cho NY Confidential, tạp chí Anh Elle Girl. Cô cũng viết cho Seventeen, Teen Vogue và Los Angeles Times. Cô đã được Chanel lựa chọn để mặc một trong những áo choàng của họ tại buổi dạ hội Bal des dutubesantes năm 2007 tại Hôtel de Crillon ở Paris, sau đó được phát sóng ở season 3 của loạt phim truyền hình thực tế The Hills. Năm 2008 cô đã được tạp chí Glamour của Tây Ban Nha bình chọn làm Người mẫu Quốc tế của năm và xuất hiện trên bìa tạp chí vào tháng 8 năm 2009. Collins đã tham gia bộ phim Kids Pick the President (mùa 2008). Cô đã nhận được giải Young Hollywood năm 2007 cho "Newest Red Carpet Correspondent."
Trong năm 2009, Collins xuất hiện trong hai tập của bộ phim truyền hình tuổi teen 90210, bao gồm tập cuối của mùa đầu tiên. Collins được tạp chí Maxim bình chọn trong danh sách "Hottest Daughters of Rock Stars" năm 2009. Cũng trong năm 2009, Collins đóng vai chính trong bộ phim The Blind Side với vai "Collins Tuohy", con gái của nhân vật "Leigh Anne Tuohy" (do Sandra Bullock thủ vai). Năm 2011, cô đóng vai "Lucy", con gái của một giáo sĩ trong bộ phim Priest, kẻ thù của "Paul Bettany". MTV Networks 'NextMovie.com đã gọi cô ấy là moitj trong những "Ngôi sao đáng theo dõi nhất" năm 2011. Cô đã tham gia vào bộ phim hành động Abduction với Taylor Lautner năm 2011.

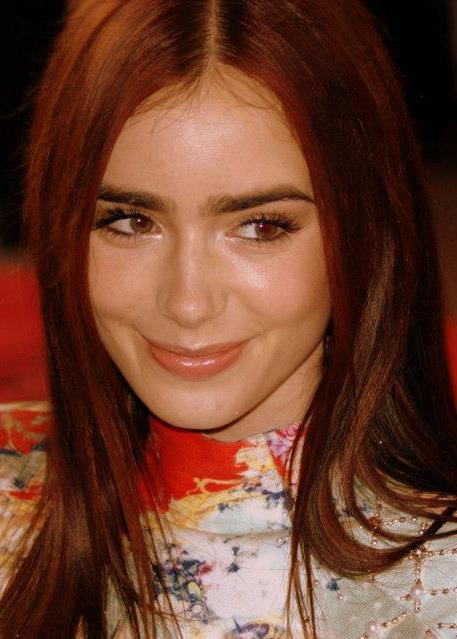
Collins tại Liên hoan phim quốc tế Toronto năm 2012

Năm sau, Collins đóng vai "công chúa Mary Margaret Blanchard" (Bạch Tuyết) trong bộ phim Gương kia ngự ở trên tường, một bộ phim điện ảnh chuyển thể từ truyện cổ tích Nàng Bạch Tuyết và bảy chú lùn, cùng với Julia Roberts. Robbie Collin từ báo The Daily Telegraph viết về Collins: "Cô ấy có một khuôn mặt đáng yêu, đáng nể, gần như hoàn hảo cho điện ảnh, như Audrey Hepburn với lông mày của Liam Gallagher. Nụ cười của cô ấy thể hiện sự thuần khiết và táo bạo." Cô đã thực hiện ca khúc đầu tay của mình trong bộ phim, với một bản tiếng Anh viết lại của ca khúc "I Believe (trong tình yêu)". Cũng trong năm 2012, Collins diễn vai "Samantha" trong Stuck in Love, diễn xuất cùng với Jennifer Connelly, Logan Lerman và Greg Kinnear. Collins ban đầu được tuyển vào đóng vai nữ chính trong bộ phim Ma cây (2013), nhưng cô lại không thể đảm nhận vai diễn này do các vấn đề liên quan tới lịch làm việc. Collins sau đó đã đóng vai "Clary Fray" trong bộ phim The Mortal Instruments: City of Bones, bộ phim chuyển thể từ cuốn tiểu thuyết bán chạy nhất của The New York Times - Mortal Instruments do Cassandra Clare viết. Vào tháng 10 năm 2013, Collins xuất hiện trong video âm nhạc "City of Angels" của Thirty Seconds to Mars. Ngay sau đó cô thông báo rằng sẽ trở thành đại sứ thương hiệu mới của Lancôme cùng với Julia Roberts, Daria Werbowy và Emma Watson.
Năm 2014, Collins đóng vai "Rosie Dunne" trong bộ phim chuyển thể Love, Rosie cùng với Sam Claflin, do Cecelia Ahern viết. Collins sau đó đóng vai "Marla Mabrey", cùng với Alden Ehrenreich, trong bộ phim hài Do not Apply (2016), từ nhà sản xuất Warren Beatty. Năm 2016, Collins là nhận một vai trong bộ phim Thủ lĩnh cuối cùng dựa trên cuốn sách cuối của F. Scott Fitzgerald - The Last Tycoon. Collins đóng vai "Cecelia Brady", con gái của "Pat Brady" (do Kelsey Grammer thủ vai). Tháng 3 năm 2016, Collins tham gia bộ phim To the Bone, với vai trò vai chính và biên kịch, do Marti Noxon đạo diễn. Cùng tháng đó, cô được mời tham gia bộ phim Okja của Netflix bên cạnh Jake Gyllenhaal và Tilda Swinton, đạo diễn bởi Bong Joon-ho.

## Đời tư
Collins tuyên bố vào năm 2013 rằng cô không thích thảo luận về sự quan tâm trong các mối quan hệ của mình một cách công khai vì cô đã chứng kiến những khó khăn do báo chí đưa tin về vụ ly hôn của cha mẹ cô. Vào tháng 9 năm 2020, cô tuyên bố đính hôn với đạo diễn và nhà văn người Mỹ Charlie McDowell. Họ đã kết hôn vào ngày 4 tháng 9 năm 2021 tại Dunton Hot Springs, Colorado.

## Chủ nghĩa tích cực
Collins là một người tuyên truyền chống bạo lực và là đại sứ cho tổ chức chống bạo lực Bystander Revolution, thành lập bởi nữ nhà văn MacKenzie Bezos.

## Danh sách phim

### Phim điện ảnh
| Năm  | Tên                              | Vai              | Ghi chú   |
| ---- | -------------------------------- | ---------------- | --------- |
| 2009 | The Blind Side                   | Collins Tuohy    |           |
| 2011 | Giáo sĩ                          | Lucy Pace        |           |
| 2011 | Truy kích                        | Karen Murphy     |           |
| 2012 | Gương kia ngự ở trên tường       | Bạch Tuyết       |           |
| 2012 | Stuck in Love                    | Samantha Borgens |           |
| 2013 | The English Teacher              | Halle Anderson   |           |
| 2013 | Vũ khí bóng đêm: Thành phố Xương | Clary Fray       |           |
| 2014 | Bồng bột tuổi dậy thì            | Rosie Dunne      |           |
| 2016 | Rules Don't Apply                | Marla Mabrey     |           |
| 2016 | How to Be Single                 |                  | Quay phim |
| 2017 | To the Bone                      | Ellen            |           |
| 2017 | Okja                             | Red              |           |
| 2017 | Halo of Stars                    | Misty Dawn       |           |
| 2024 | MaXXXine                         |                  |           |

### Phim truyền hình
| Năm  | Tên              | Vai           | Ghi chú |
| ---- | ---------------- | ------------- | ------- |
| 2009 | 90210            | Phoebe Abrams | 2 tập   |
| 2016 | The Last Tycoon  | Cecelia Brady |         |
| 2020 | Emily in Paris   | Emily Cooper  | 10 tập  |
| 2021 | Emily in Paris 2 | Emily Cooper  | 10 tập  |

## Video ca nhạc
| Năm  | Tiêu đề       | Vai            | Nghệ sĩ |
| ---- | ------------- | -------------- | ------- |
| 2013 | Claudia Lewis | The Alien Girl | M83     |

## Giải thưởng và đề cử
| Năm  | Tác phẩm                         | Giải thưởng                   | Hạng mục                                                                                     | Kết quả   | Nguồn  |
| ---- | -------------------------------- | ----------------------------- | -------------------------------------------------------------------------------------------- | --------- | ------ |
| 2008 | Chính cô                         | Giải Young Hollywood          | Nhân vật đáng theo dõi                                                                       | Đoạt giải |        |
| 2012 | Gương kia ngự ở trên tường       | Giải Sự lựa chọn của Giới trẻ | Nữ diễn viên điện ảnh: Khoa học giả tưởng/Kỳ ảo                                              | Đề cử     | [ 38 ] |
| 2013 | Gương kia ngự ở trên tường       | Giải thưởng điện ảnh OFTA     | Âm nhạc, bài hát chuyển thể xuất sắc nhất (cùng với: Nina Hart, Sam Hollander, Tarsem Singh) | Đề cử     |        |
| 2013 | Vũ khí bóng đêm: Thành phố Xương | Giải Điện ảnh của MTV         | Summer's Biggest Teen Bad A**                                                                | Đề cử     |        |
| 2014 | Vũ khí bóng đêm: Thành phố Xương | Giải Sự lựa chọn của Giới trẻ | Nữ diễn viên: Hành động                                                                      | Đề cử     | [ 39 ] |